# Randonnée pédestre

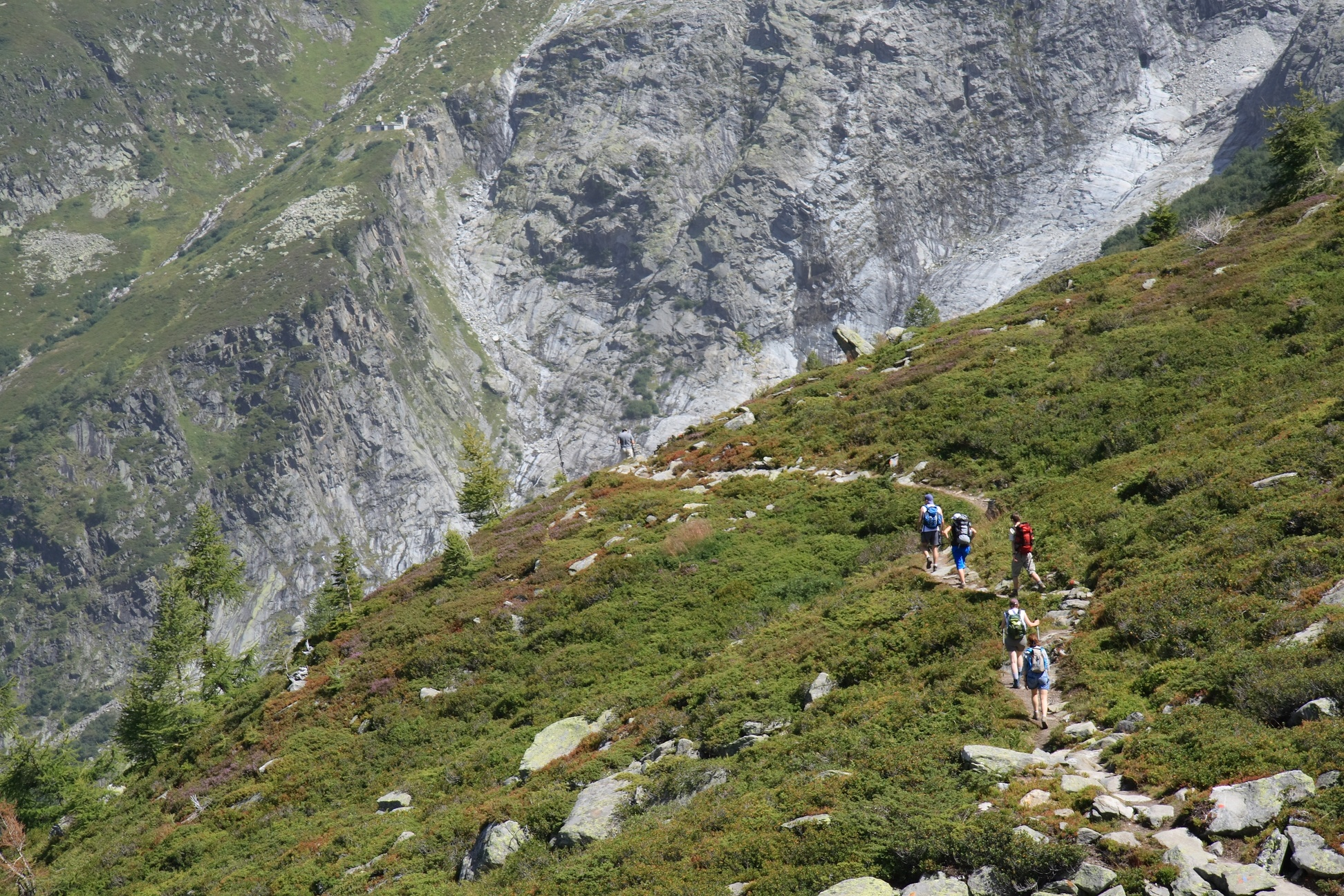
Itinéraire de randonnée pédestre en montagne, à proximité du glacier du Tour.

La randonnée pédestre est un loisir de marche à pied qui s'effectue dans la nature en suivant un itinéraire, balisé ou non, seul ou en groupe. C'est à la fois une activité physique, un sport et un loisir de découverte et de contemplation.

## Définition et déclinaisons
La randonnée pédestre est une promenade sportive qui s'effectue à pied, généralement sur des sentiers dans la nature, en plaine comme en montagne.
Sa durée est extrêmement variable : de la randonnée de quelques heures, à la grande randonnée de plusieurs jours, voire plusieurs semaines. Ce n'est pas une activité de compétition, contrairement au trail ou la course d'orientation par exemple. Le degré de préparation et le matériel nécessaire varient fortement en fonction du milieu, de la difficulté de l'itinéraire et de la durée.
Elle se décline en diverses pratiques :
- la randonnée « à la journée »[1], terme pour désigner une sortie de quelques heures sur des sentiers généralement balisés, avec un sac à dos contenant un fond de sac[2], équipement de base permettant de faire face à un imprévu (changement soudain de météo, immobilisation sur le terrain), la nourriture, l'eau, éventuellement carte, etc. La sortie peut être complétée d'une nuit sur le terrain dans des infrastructures (refuges) ou en « autonomie » ; cette activité peut revêtir plusieurs formes : la randonnée nordique sur terrain nordique ou sur terrain alpin, la randonnée alpine enneigée, la randonnée de proximité sur circuit enneigé balisé, aménagé, sécurisé, etc. Selon l'activité, il s'avère nécessaire d'adapter l'encadrement[3] ;
- la randonnée en autonomie[4], lorsque le randonneur doit porter tout ce dont il a besoin, notamment pour se nourrir et pour bivouaquer ;
- le « trekking »[5], terme désignant une randonnée qui s'adresse généralement à des randonneurs expérimentés, pouvant traverser des zones difficiles d'accès ou physiquement exigeantes (montagne, désert, etc.) et se déroulant sur plusieurs jours ;

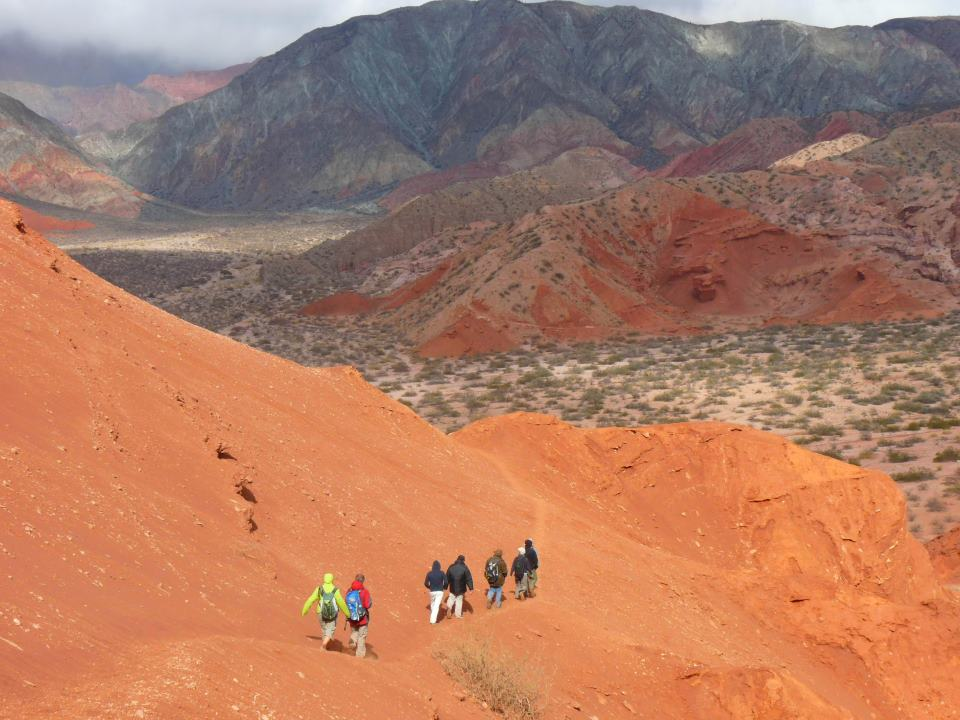
Trekking à Salta (Argentine).

- la « marche afghane »[6] est une technique de marche utilisée lors de randonnées. Elle consiste à synchroniser sa respiration sur ses pas ; la respiration s'effectue par le nez. Divers rythmes sont proposés en fonction des objectifs des marcheurs et des différents types de terrain ;
- la marche d'endurance : plus dynamique que la randonnée pédestre traditionnelle, elle s'effectue sur de longues distances, à allure régulée. Elle peut durer une journée ou davantage ;
- la « marche nordique »[7] est une forme de randonnée pédestre de courte durée et qui utilise des bâtons de marche spécifiques permettant une marche rapide. La gestuelle, particulière, permet en outre de tonifier le haut du corps (épaules, bras, dos) ;
- le « fast hiking »[8] (randonnée rapide) se distingue de la randonnée contemplative par un rythme de marche plus soutenu alternant parfois avec des pas de course. Elle se pratique sur des sentiers balisés ou non avec le même équipement que la randonnée classique, avec un sac léger pour la demi-journée, voire journée. Certaines enseignes commencent à commercialiser du matériel spécifique à cette discipline (chaussures). Le fast hiking, qui se situe entre la randonnée contemplative et le trail, peut donner lieu à des compétitions ;
- la « marche ultra-légère » qui est un courant de la randonnée pédestre qui vise à réduire le poids du sac ;
- le « fastpacking »[9] (randonnée rapide avec sac léger) qui est une discipline relativement confidentielle, version extrême de la randonnée qui privilégie vitesse, légèreté et autonomie avec matériel de bivouac sur de longues distances ;
- le « thru-hiking »[10] (randonnée longue distance ou intégrale), activité qui se déroule sur de très longues distances (4000, 5000 km voire davantage) sur des durées pouvant dépasser les six mois. Elle est pratiquée notamment aux États-Unis mais aussi en France où les adeptes, par exemple, traversent l'Hexagone par les sentiers de grande randonnée (GR) et poursuivent leur périple en Corse sur le GR 20.

D'autres types de randonnée font appel à d'autres équipements ou modes de locomotion : randonnée glaciaire, randonnée asine, randonnée équestre, à vélo, à ski, en raquette à neige, en patin à roulettes, randonnée aquatique ou subaquatique, etc.
La randonnée pédestre se différencie de l'alpinisme, de la spéléologie, de l'escalade, des via ferrata et du canyonisme, activités qui se pratiquent sur des terrains nécessitant des techniques de progression et un matériel spécifiques.
Dans une démarche d'autonomie totale avec utilisation des seules ressources naturelles, certains pratiquants associent à cette discipline les techniques du bushcraft.
Il existe une catégorie particulière de randonnée, que l'on appelle randonnée hors-piste ou bushwhacking, dans laquelle il n'y a pas de sentiers, ni parcours balisés officiels. Ce type d'activité nécessite des outils et des connaissances en orientation, ainsi que des capacités à naviguer en terrains souvent inhospitaliers, tels que de la forêt dense, broussailles et marécages.

## Étymologie

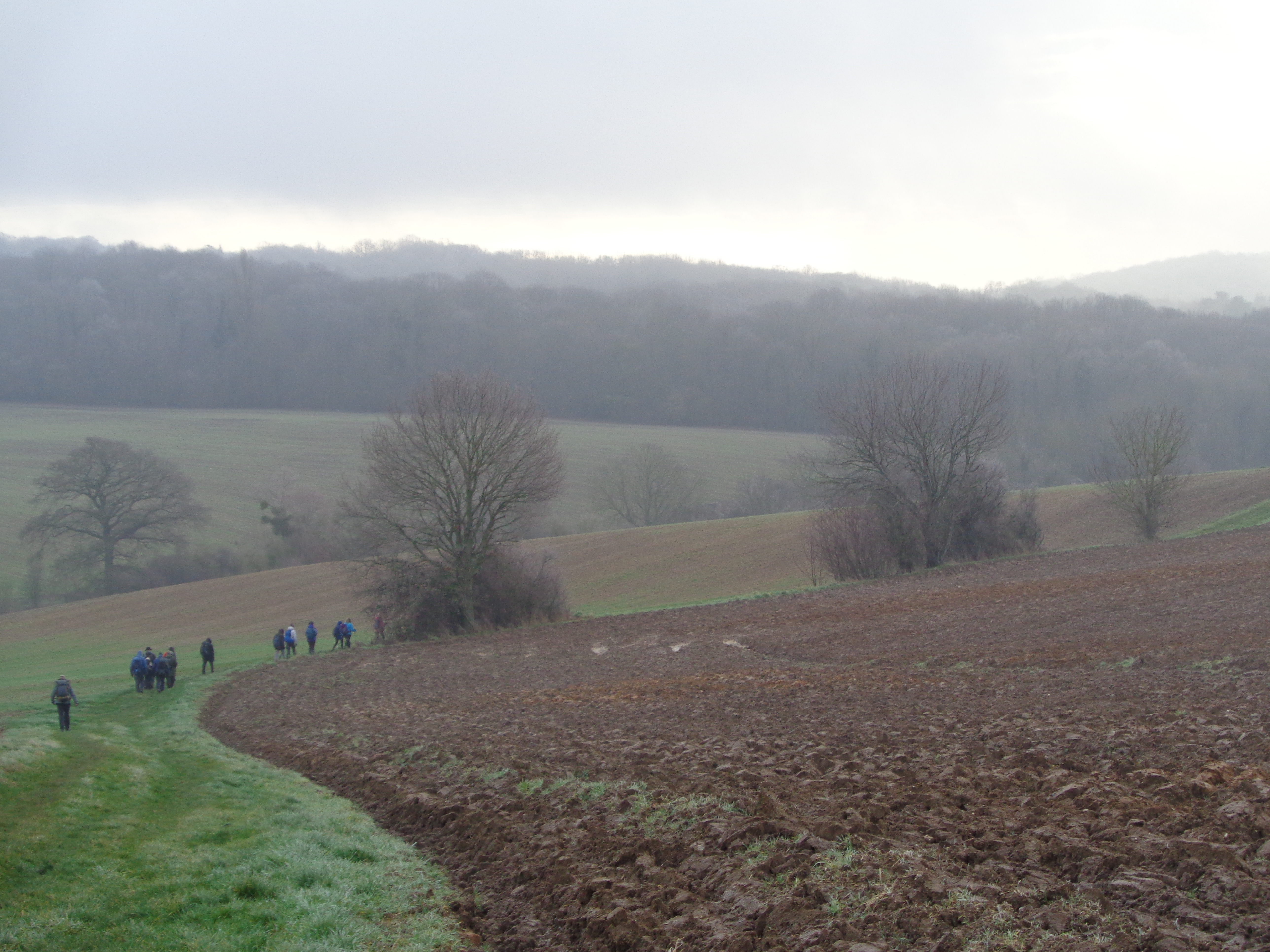
Groupe de randonneurs dans le Vexin français, à proximité d'Aincourt.

Le terme randonnée (randonee) est d’abord attesté vers 1135 au sens d’ « assaut, course impétueuse » (Couronnement Louis, éd. Y.-G. Lepage, réd. AB, 1076). Dans la première édition du Dictionnaire de l’Académie française en 1694, il se réfère à la « course que les chasseurs font aprés la beste qu'ils chassent ». Ensuite en 1762, au sens de « Tour ou circuit que fait autour du même lieu une bête qui, après avoir été lancée, se fait chasser dans son enceinte ». Dans la cinquième édition de 1798, il veut dire « course, promenade longue et ininterrompue » : « On dit familièrement et par extension, Faire une grande, une longue randonnée, pour dire, Marcher long-temps, sans s'arrêter ». Le Littré (1872-1877) donne comme explication : « L'anc. verbe randoner, courir rapidement, qu'on entend encore dire à Paris, et qui vient de randon, vivacité, violence », randon désignant « la course impétueuse et rapide d’un animal sauvage autour de son terroir ». Il est devenu usuel à la fin du XIXe siècle et il s'est spécialisé en sport au XXe siècle pour une marche en pleine nature sur des sentiers, notamment balisés.
Il s'agit du participe passé féminin substantivé du verbe randonner (anciennement aussi randoner), attesté au XIIe siècle au sens de « courir rapidement, impétueusement »,. Un sens transitif « poursuivre avec impétuosité » a survécu dans les parlers de Normandie et de Picardie avec la nuance de « courir après (qqn) en faisant du bruit » et « battre ».
Le verbe randonner est un dérivé à l'aide de la désinence -er, des locutions adverbiales de (grant) randon, a (grant) randon « avec rapidité, impétuosité » (1160-74, Wace, Roman de Rou, III, 4037), « à toute vitesse, avec force », formées avec le substantif randon « violence, jet impétueux et violent » (d'où l'anglais random > randomiser).
Randon est lui-même un dérivé en -on du radical rand- qui a également donné, avec la désinence verbale -ir, le verbe randir « courir avec rapidité, impétuosité » (av. 1188, Partonopeus de Blois, 8084 ds T.-L.) et « courir, galoper ». L'étymologie généralement admise est celle d’un étymon vieux bas francique, le substantif *rant / *rand « course »,,, déverbal apparenté aux verbes néerlandais rennen (passé rende), allemand rennen (passé rannte) et anglais run (passé ran).

## Histoire

### Pionniers
Dès 1778, Thomas West, un prêtre anglais, produit un guide pour promouvoir la marche dans le Lake District.
Un des pères de la randonnée et de l'alpinisme est Horace-Bénédict de Saussure (1740 – 1799) qui en plus d'atteindre le sommet du mont Blanc a également parcouru de nombreuses montagnes : le Jura, les Vosges, le Forez, le Vivarais.

### Émergence d'une activité organisée

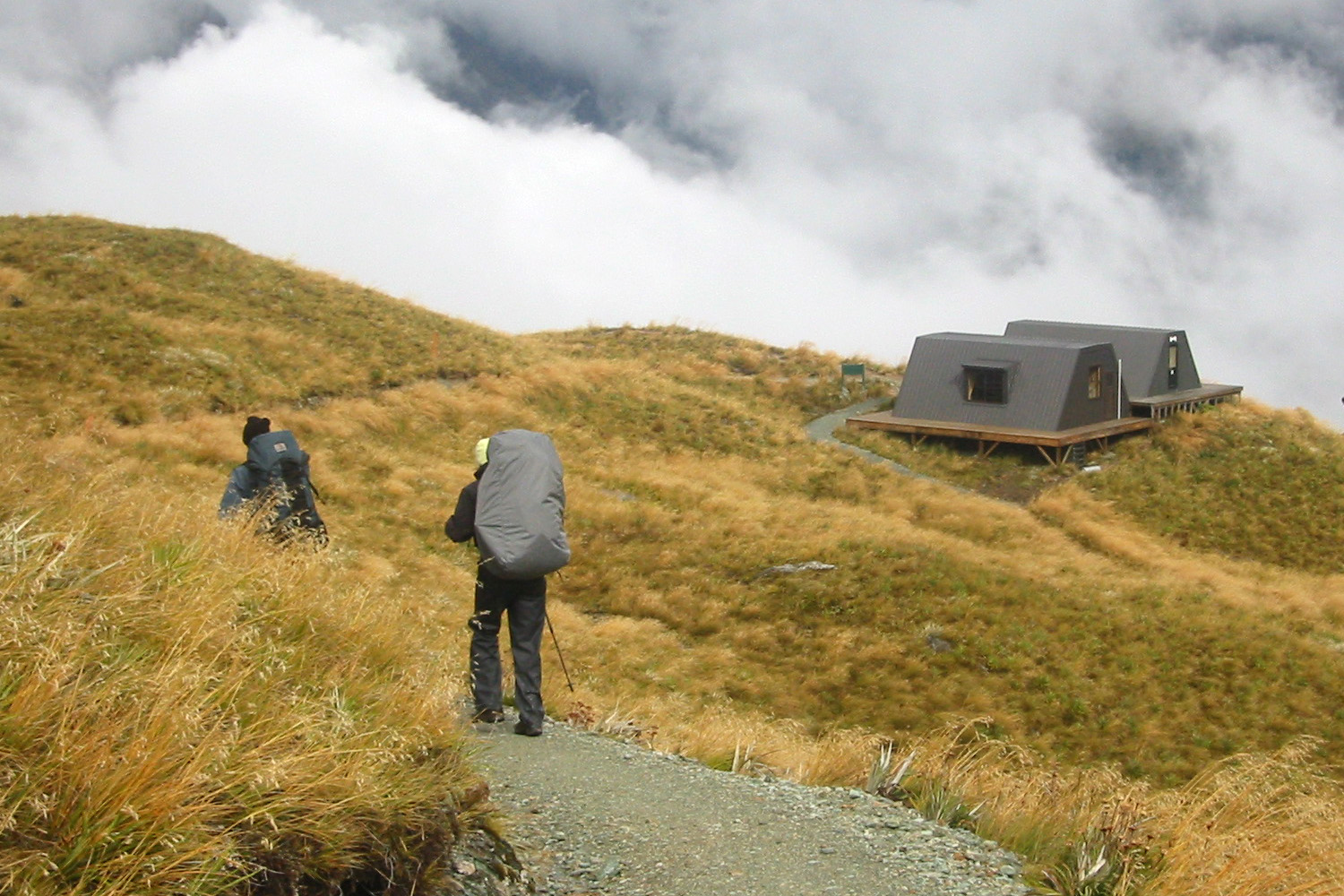
Cabanes de secours sur un sentier en Nouvelle-Zélande.

C'est au XIXe siècle que la randonnée, au sens où nous la connaissons, apparaît. Elle se différencie de la marche, pratiquée depuis la nuit des temps comme moyen de locomotion, par son aspect récréatif. Le rapport au paysage et à la nature change pendant la période romantique, la marche étant initialement associée à la pauvreté et au vagabondage.
L'Allemand Karl Baedeker (1801–1859) édite des guides dans lesquels il décrit ses parcours pédestres. En France, en 1837, est publié le premier guide de randonnée dans la forêt de Fontainebleau : Quatre promenades en forêt de Fontainebleau. En 1842, Claude François Denecourt (1788–1875) trace son premier sentier dans cette même forêt. Les « sentiers Denecourt » existent toujours. Ainsi Denecourt écrit en 1839 pour définir ses vues :

« Mais je suis près d'oublier que le tableau d'une nature aussi grandiose doit être l'œuvre du peintre ou du poète, dont elle enflamme le génie, et que ma mission doit se borner à diriger le voyageur qui vient en admirer les beautés. Attiré moi-même par la douce paix et le bonheur qui résident au fond de ces bois et de ces déserts, je les ai longtemps parcourus, et, aidé par les observations des artistes qui les fréquentent journellement, j'ai acquis une connaissance de la localité qui m'a mis à même d'en signaler toutes les parties les plus pittoresques, et d'offrir au voyageur les moyens de les visiter avec autant de facilité que d'agrément. Comme il est des personnes qui aiment les longues promenades, d'autres, celles qui ont moins de durée, et que les voyageurs n'ont pas tous le même laps de temps à consacrer à notre forêt, j'en ai classé et divisé les sites par tournées, dont les combinaisons différentes correspondent à tous les désirs. »

En 1872, apparaît en Alsace le Club vosgien, qui balisera les sentiers dans le massif vosgien.

### Essor auXXesiècle

#### Les GR et le TMB
L'intérêt croissant pour la randonnée entraîne la création et l'entretien de grands sentiers, comme le sentier des Appalaches ou le réseau de sentiers de grande randonnée (GR), apparu en France en 1947 puis exporté en Belgique dès 1959.
Les premiers clubs de randonnée « associations loi de 1901 » font leur apparition, dont l'objectif est de promouvoir les activités culturelles et physiques.
Dès 1951, est réalisé le GR Tour du Mont Blanc et l’année suivante, les sentiers GR sillonnent près de 1000 km, tandis que Jean Loiseau (1896-1982) édite « Itinéraires de Corse », un recueil de parcours de montagne recouvrant une bonne part de l’actuel GR20 et porte le projet d'entretenir et de baliser les sentiers en France.
En France, la randonnée pédestre est l'activité physique la plus pratiquée avec 27 millions d'adeptes recensés ayant pratiqué la randonnée ou la marche loisir au cours des douze derniers mois en 2021.

#### Nouvelles thématiques de la randonnée pédestre au XXIe siècle
Au XXIe siècle, la randonnée pédestre s'intéresse à de nouvelles thématiques, telles que la gastronomie ou l'histoire, ainsi que la transhumance — qui a inspiré divers circuits de randonnée en Sardaigne —, ou encore, des parcours alternant traversée de sites panoramiques et passage sur les plages, et concernant plus généralement la randonnée dans les îles de Méditerranée.

## Caractéristiques

### Niveaux de difficulté
La difficulté d'une randonnée réside dans sa longueur (ou développé), son dénivelé, son altitude, la complexité du cheminement (qui sera plus ou moins facile à suivre) et dans la difficulté du terrain qu'elle parcourt.
Divers systèmes de cotation existent pour indiquer la difficulté du terrain, tel que celui développé par le Club alpin suisse :

#### T1 - Randonnée
Sentier bien tracé. Terrain plat ou en faible pente, pas de risques de chute.
Exigences : Aucune, convient aussi pour baskets. L'orientation ne pose pas de problème, en général possible même sans carte.

#### T2 - Randonnée en montagne
Sentier avec tracé ininterrompu. Terrain parfois raide, risques de chute non exclus.
Exigences : Avoir le pied assez sûr. Chaussures de trekking recommandées. Capacités élémentaires d'orientation.

#### T3 - Randonnée en montagne exigeante
Sentier pas forcément visible partout. Les passages exposés peuvent être équipés de cordes ou de chaînes. Éventuellement, appui des mains nécessaire pour l'équilibre. Quelques passages exposés avec risques de chute, pierriers, pentes mêlées de rochers sans trace. Il faut avoir le pied très sûr, de bonnes chaussures de trekking et des capacités d'orientation dans la moyenne. Expérience élémentaire de la montagne souhaitable.

#### T4 - Randonnée alpine
Traces parfois manquantes. L'aide des mains est quelquefois nécessaire pour la progression. Terrain déjà assez exposé, pentes herbeuses délicates, pentes mêlées de rochers, névés faciles et passages sur glacier non recouverts de neige. Il faut être familier du terrain exposé, avoir des chaussures de trekking rigides et une certaine capacité d'évaluation du terrain et une bonne capacité d'orientation. Expérience alpine. En cas de mauvais temps le repli peut s'avérer difficile.

#### T5 - Randonnée alpine exigeante
Souvent sans traces. Quelques passages d'escalade faciles. Terrain exposé, exigeant, pentes raides mêlées de rochers. Glaciers et névés présentant un risque de glissade. Il faut des chaussures de montagne, une évaluation sûre du terrain et très bonnes capacités d'orientation. Bonne expérience de la haute montagne et connaissances élémentaires du maniement du piolet et de la corde utiles.

#### T6 - Randonnée alpine difficile
La plupart du temps sans traces, passages d'escalade jusqu'à II. En général non balisé. Souvent très exposé. Pentes mêlées de rochers délicates. Glaciers avec risque accru de glissade. Il faut une excellente capacité d'orientation, une expérience alpine confirmée et l'habitude de l'utilisation du matériel technique d'alpinisme. On peut inclure dans cette catégorie le scrambling (en), pratique venue des États-Unis qui consiste à gravir, en général sans matériel spécifique, des faces ou arêtes de montagnes, avec des passages d'escalade facile, mais parfois aériens. Cette activité peut être risquée si ses adeptes s'engagent en terrains très escarpés sans posséder les bases de l'alpinisme. Les records d'ascension de sommets, réalisés souvent en individuel et sans assurage, se font en "scrambling", car le port de chaussures légères et l'absence d'encordement sont propices à la performance.

### Orientation

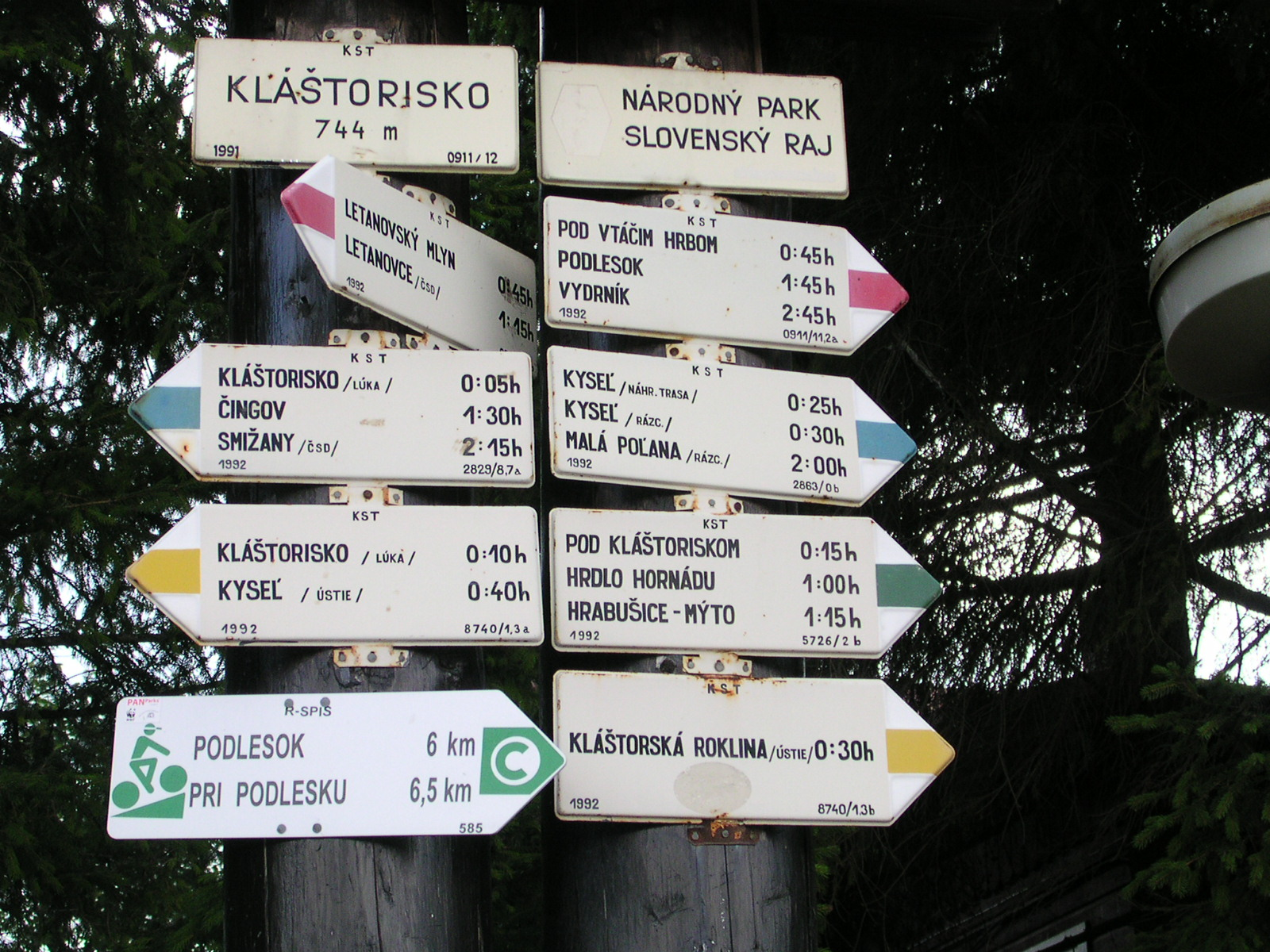
Chemins de randonnée en Slovaquie.

La randonnée nécessite généralement de savoir se repérer dans la nature. Il existe de nombreux procédés et aides permettant au randonneur de connaître sa position sur le terrain : le balisage, la cartographie et les outils associés (boussole, altimètre), les topos-guides, les GPS.

#### Balisage

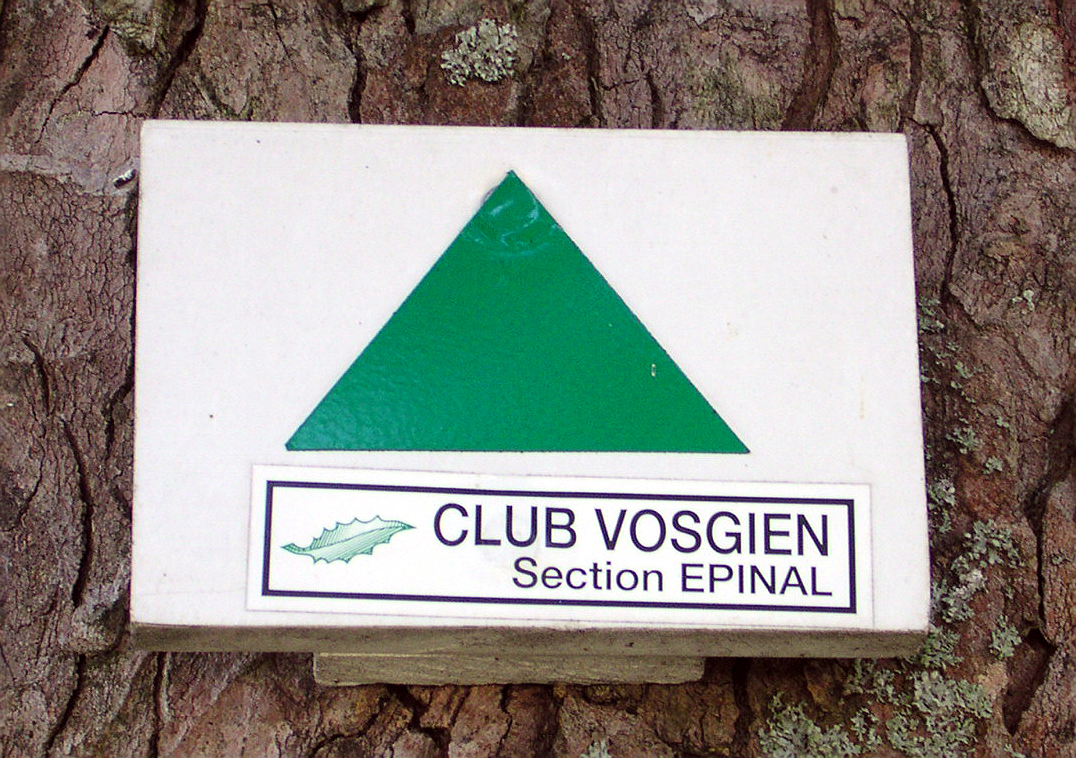
Balise posée par le Club vosgien sur un sentier aux environs d’Épinal.

De nombreuses associations se chargent de baliser des sentiers afin de permettre aux randonneurs de suivre des itinéraires. Des milliers de kilomètres de sentiers ont ainsi été aménagés par des balises peintes ou inscrites sur des panonceaux, proposant des cheminements pouvant aller de quelques kilomètres jusqu'à plus de 10 000 km pour le sentier européen E4.
Par exemple, en France, le Club vosgien utilise neuf signes géométriques et quatre couleurs pour jalonner les sentiers qu'il entretient. Les sentiers de grande randonnée (GR, rectangle blanc sur rectangle rouge), les sentiers de grande randonnée de pays (GRP ou GRdP, rectangle jaune sur rectangle rouge) ainsi que les sentiers de promenades et randonnées (PR, rectangle jaune) sont eux balisés par la Fédération française de la randonnée pédestre.
En Belgique, l'association Les sentiers de grandes randonnées utilise le même balisage[réf. nécessaire].
En Suisse, la Fédération Suisse de Tourisme Pédestre s'est efforcée de créer une signalisation unifiée des chemins de randonnée pédestre pour la Suisse tout entière. Plus de 60 000 kilomètres de chemins de randonnée sont signalés.
On trouve de la même manière des balisages spécifiques pour les sentiers de randonnée équestre (de couleur orange en France) ou VTT (en France un triangle et deux ronds).

#### Cartographie
Les cartes topographiques détaillées (échelle 1:50000, 1:25000 voire 1:15000) décrivant le relief et la nature du terrain permettent de mesurer les distances et les dénivelés (différence d'altitude entre les points de départ et d'arrivée) à l'aide des points cotés et des courbes de niveau.
Ces cartes permettent donc de visualiser le terrain, d'anticiper la difficulté du trajet et de préparer sa randonnée. Sur le terrain, elles permettent au randonneur de se repérer et d'adapter son itinéraire. Elles peuvent être associées à une boussole et un altimètre. On parle alors d'orientation « à l'ancienne », par opposition aux technologies modernes (GPS). Elle présente l'avantage de ne pas nécessiter de piles, de réseau ou de chargement. Le triptyque carte-boussole-altimètre peut éventuellement être complété d'un curvimètre.
Des guides appelés topo-guides sont également édités pour décrire une région ou un itinéraire de manière plus détaillée. Ils viennent souvent en complément des cartes topographiques.

#### Accessoires d'orientation

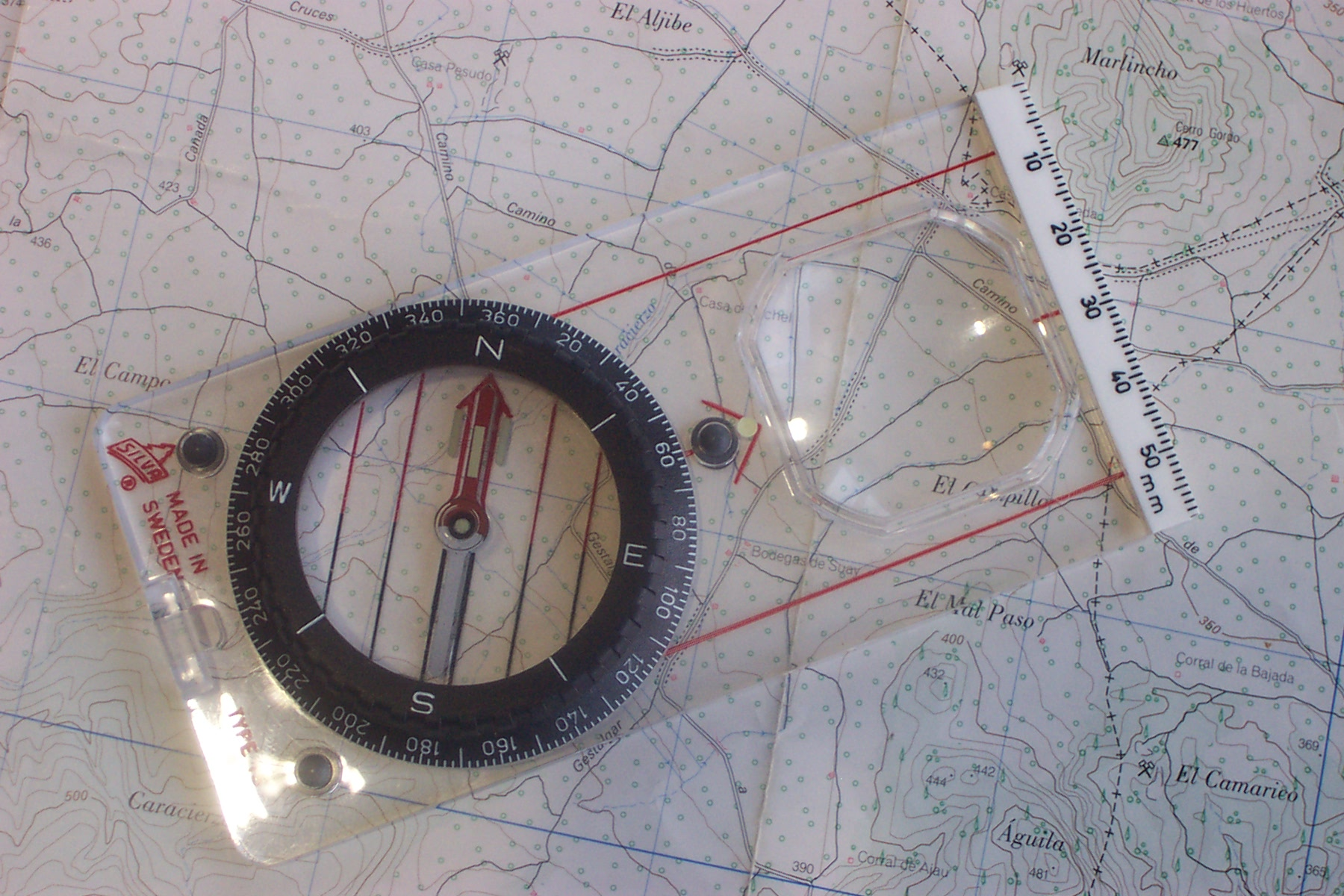
Boussole de type plaquette.

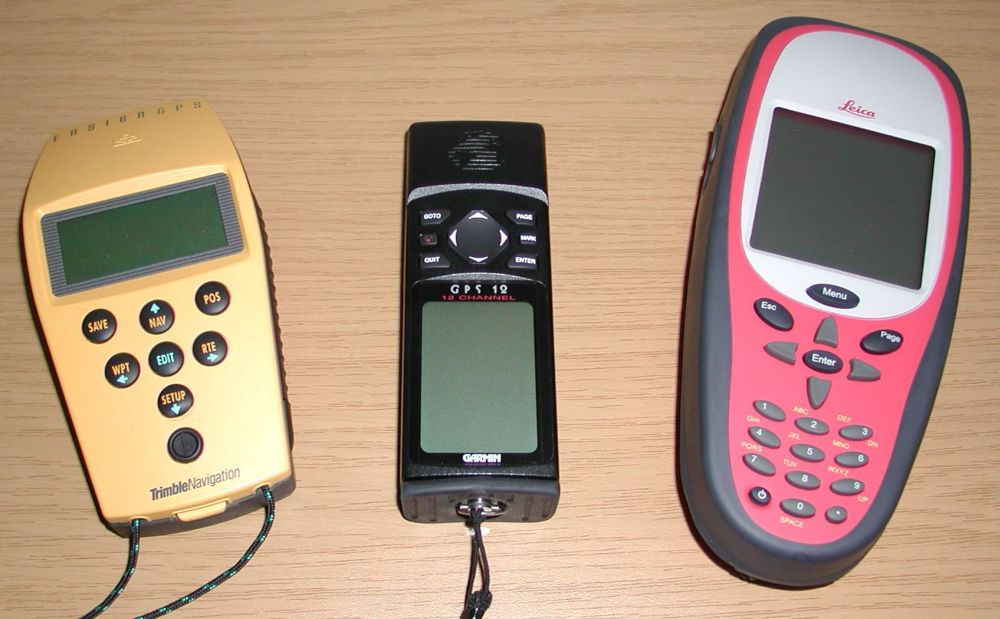
GPS utilisables en randonnée.

- La boussole est un outil désignant le pôle Nord magnétique de la Terre. Elle permet d'orienter la carte dans la même direction que les détails du terrain (alignement de la carte sur le nord géographique). En Europe, les détails du terrain permettent généralement d'utiliser une carte sans boussole. Cette dernière reste cependant une sécurité appréciable en forêt ou par brouillard car elle permet de tirer des azimuts.
- Il existe des GPS dédiés à la randonnée proposant des fonctionnalités de repérage et d'orientation. Certains modèles permettent également la communication bidirectionnelle satellitaire, pouvant s'avérer utile en situation d'urgence.
- Des jumelles permettent de s'orienter plus efficacement, ainsi que de profiter du paysage et de la faune.
- En montagne, un altimètre est utile pour repérer sur une carte sur quelle courbe de niveau le randonneur se trouve. Au bivouac et en l'absence de baromètre, l'altimètre peut fournir des indications fiables sur l'évolution de la météo : diminution de l'altitude (dépression) ou augmentation de l'altitude (anticyclone) par rapport à l'altitude du point de station (bivouac, refuge).

### Sac à dos

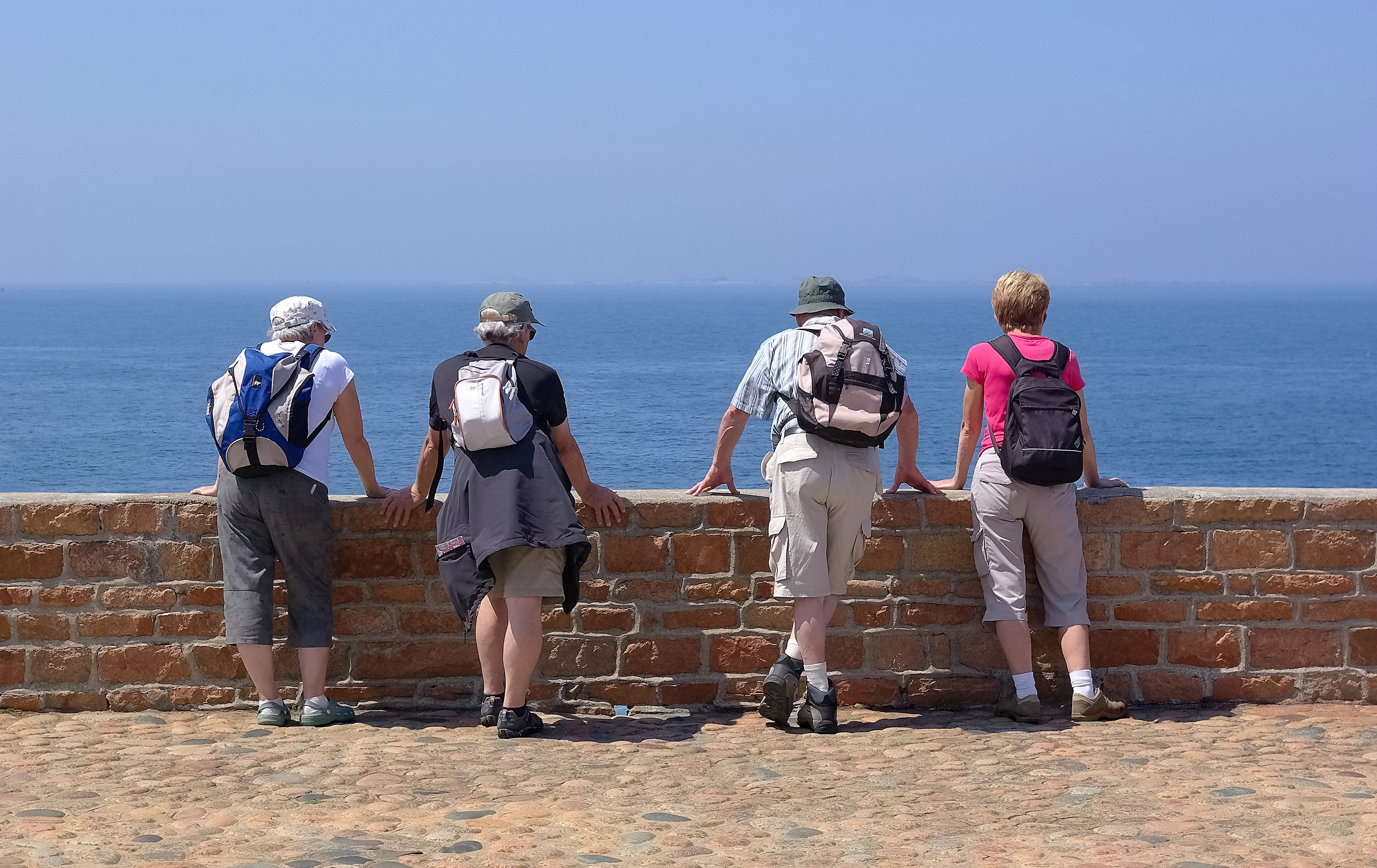
Sacs à dos (archipel de Bréhat).

Le sac à dos permet de transporter aisément tout le matériel nécessaire au bon déroulement d'une randonnée (eau, pique-nique, vêtements, trousse de secours, etc.). Le contenu diffère selon la saison, la durée ou le milieu dans lequel s'effectue la randonnée.
La composition du sac à dos est un compromis qui doit garantir sécurité et confort sur le terrain (protection du randonneur et alimentation en quantité suffisante) et poids du sac qui ne doit pas être trop élevé pour préserver l'agrément de la randonnée (charge idéalement limitée à 20 % du poids du porteur). Il est courant de voir des randonneurs débutants trop chargés,. Les adeptes de la marche ultra-légère cherchent à réduire ce poids au maximum.

### Effort et nutrition

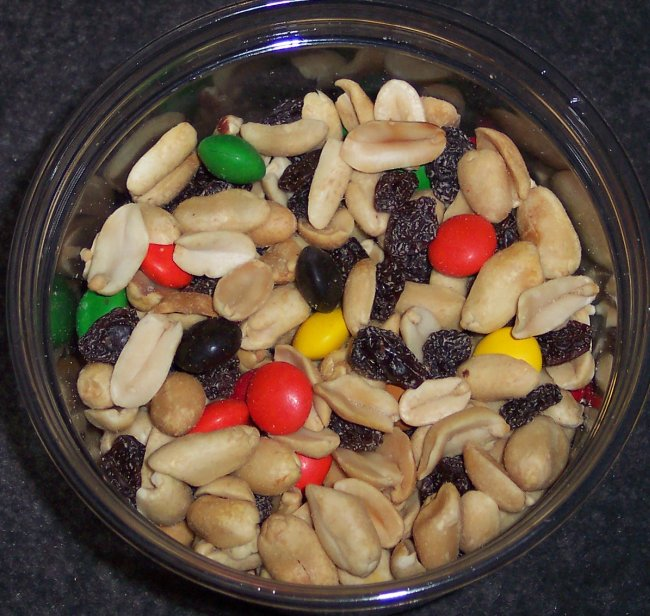
Mélange nutritif léger.

Les valeurs moyennes de progression sont en général de 4 à 5 kilomètres par heure, avec 300 à 350 m de dénivelé par heure en montée, et 400 à 450 m de dénivelé par heure en descente. Ces valeurs sont à ajuster en fonction des personnes, des difficultés et des conditions météorologiques. Sur terrain plat, en dessous de 4 km/h on parlera de marche normale de piéton, de 4 à 5 km/h de marche dynamique, entre 5 et 6 km/h de marche rapide et au-dessus de 6 km/h, de marche sportive[réf. nécessaire].
Si la durée de la randonnée est inférieure à trois heures, de l'eau suffira, éventuellement sucrée à 5 % si l'effort est particulièrement intense. Sinon il faut prévoir une alimentation solide pour apporter de l'énergie, par exemple des fruits secs ou des pâtes de fruits.
Dans le cas d'une randonnée longue en autonomie, la gestion de l'alimentation est cruciale. Il faut à la fois veiller à prévoir un apport nutritionnel satisfaisant, conserver le plaisir gustatif, éviter les problèmes sanitaires, tout en veillant à limiter le poids des réserves de nourriture et les problèmes de cuisson. Il faudra donc rechercher les produits se conservant à température ambiante et à haute teneur énergétique, notamment les aliments déshydratés.
La randonnée étant un sport d'endurance, les besoins sont essentiellement d'ordre énergétique. La composition nutritionnelle pourra donc être moins riche en protéines animales ou végétales que lors des repas habituels et comporter 60 % de glucides, 14 % de protéines et 20 % de lipides. Il faut prévoir une ration de 3 000 à 3 300 kcal par jour, suffisante pour couvrir les besoins énergétiques en puisant dans les réserves adipeuses.
Il faut augmenter la quantité de boisson, en se méfiant des cours d'eau de montagne qui peuvent avoir été souillés en amont (pâturages, refuges). Au retour on favorisera la réhydratation (boisson, thé), l'apport de sodium (potages) et la récupération énergétique (pâtes, riz) en limitant les apports carnés pour éviter les crampes.
La respiration est un élément central dans la gestion de l'effort en randonnée. Le principal métabolisme sollicité étant le métabolisme aérobie, il convient de considérer sa respiration comme l'on considère son alimentation et sa boisson.

### Chaussures

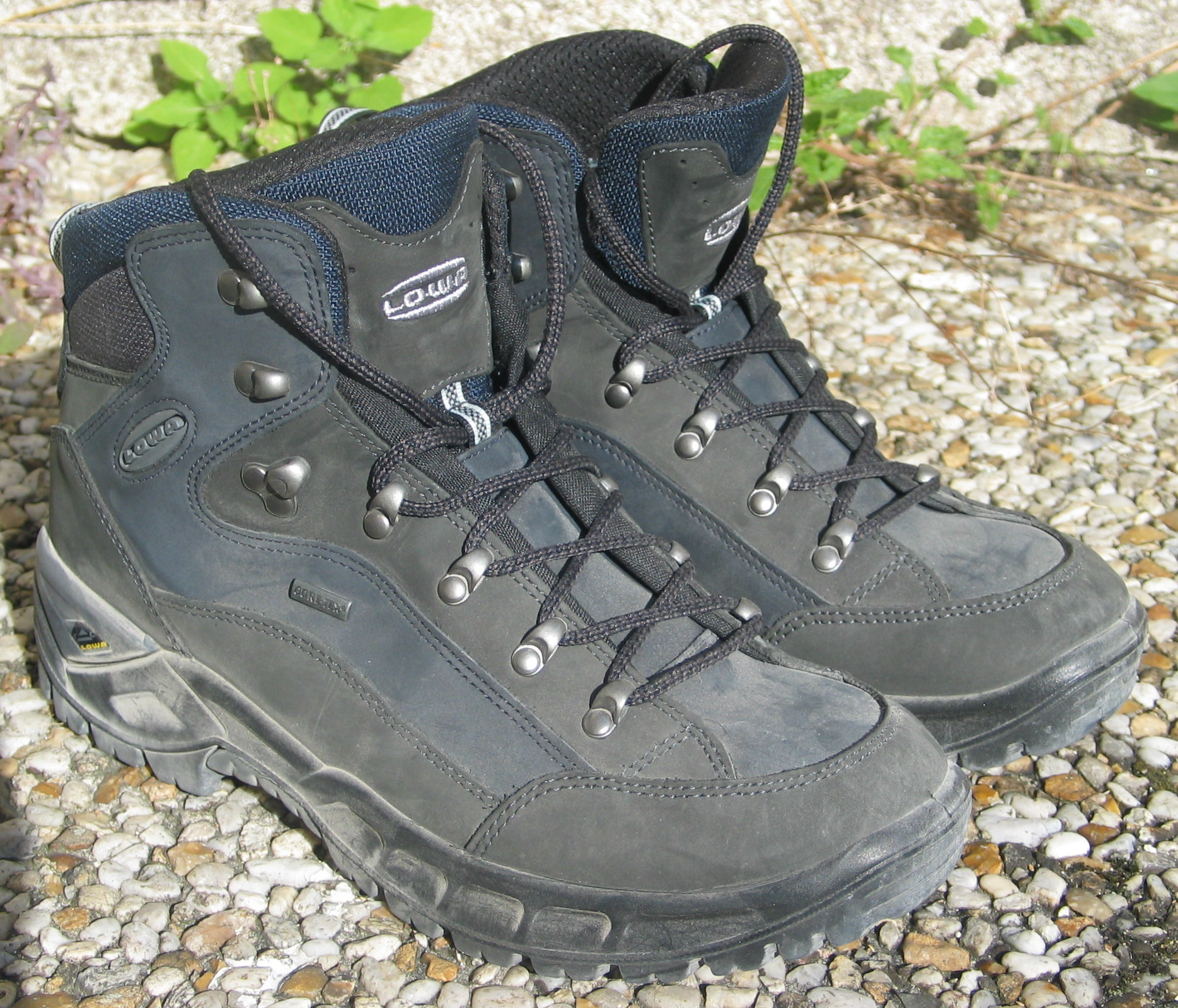
Chaussures de randonnée.

Les randonneurs utilisent différents types de chaussures de marche suivant leur activité : les chaussures à tige montante pour la randonnée en altitude, les chaussures plus légères et moins hautes pour la moyenne montagne (modèle "mid") et les chaussures basses (modèle "low") pour les parcours moins alpins et les promenades en milieu naturel. D'autres chaussures, de type "trail", sont adaptées à la course à pied en montagne.

### Vêtements
Les vêtements du randonneur varient en fonction des régions. Sous un climat tempéré, les difficultés météorologiques sont la pluie et le vent. En effet, ils participent de la déperdition de chaleur conservée même par plusieurs couches de vêtements. Le risque d’hypothermie est alors élevé en cas de vent. Par temps froid, il faut en priorité empiler les couches de vêtements pour protéger le tronc, porter un bonnet pour protéger la tête et des gants, le tronc et les extrémités (tête, pieds, mains) étant les zones où la déperdition de chaleur est la plus importante en cas de froid.
L'émergence de textiles synthétiques a permis une grande avancée en matière de compromis entre le confort et l'aspect pratique. Le Gore-Tex est un textile qui respire, et qui permet de maintenir le corps au chaud et au sec avec une bonne ventilation, mais ses capacités sont diminuées lorsqu'il est sale.
Le vêtement en fourrure polaire est léger et plus performant que celui en coton.
Dans les fibres naturelles, la laine est excellente pour conserver la chaleur, mais supporte mal l'humidité car elle risque de s'alourdir et de se déformer, et donc proscrites pour les chaussettes. Le coton attire l'humidité, il est donc évité dans les régions froides et humides, mais utile sous les tropiques.
Les grandes enseignes de l'équipement de randonnée proposent désormais toute une gamme de vêtements modulables : softshell, vêtement présentant à la fois les caractéristiques de la veste polaire, d'un vêtement de pluie et d'un coupe-vent. Le vêtement hardshell comporte une épaisseur coupe-vent plus importante que le softshell sans doublure polaire, l'avantage étant de pouvoir porter une veste polaire classique sous le hardshell. Certains de ces vêtements sont imperméables, d'autres seulement déperlants. Des vêtements « première couche » à séchage rapide associés à ces vêtements hybrides permettent une grande modularité dans l'habillement en fonction de la saison et conviennent à plusieurs disciplines sportives (randonnées pédestres et à ski, ski alpin).
Une autre forme de randonnée pédestre, plus confidentielle, est pratiquée sans vêtements. Elle est désignée sous l'appellation de « randonue ».

### Bâtons de randonnée
Beaucoup de randonneurs utilisent des bâtons de marche augmentant l'équilibre et l'efficacité dans la progression dans les pentes, et permettant de délester aux bras une partie du poids porté par les membres inférieurs.
L'usage des bâtons dans la pratique de la randonnée pédestre n'est pas récent. Dans les années 1920, pour préparer la saison de ski de fond, les Scandinaves les utilisaient en été pour maintenir leur forme physique. Dans les années 1970, les militaires les utilisaient également dans le cadre de leur entraînement physique : les chasseurs alpins détournaient l'usage des bâtons de ski, hors saison hivernale, à l'occasion de « footings alpins », séances de course à pied en tenue de sport, chaussures de montagne et bâtons sur des circuits alpins dans leur garnison.
Accessoirement, les bâtons permettent de réaliser, notamment, des attelles dans le cadre des gestes de premiers secours. Ils sont également utilisés pour le montage de tentes ou de tarps.

## Organisation
La randonnée pédestre est une activité qui peut se pratiquer individuellement ou en club. Des structures comme l'Association nationale du grand sentier de France (ANGSF), la Fédération française de randonnée pédestre, la Fédération française des sports populaires, la Fédération française de la montagne et de l'escalade, le Club alpin français, la Fédération Suisse de Tourisme pédestre, le Club alpin suisse ou le Club vosgien permettent d'organiser des activités, de gérer la signalisation des chemins pédestres et de représenter les intérêts des randonneurs au niveau politique.
Des professionnels titulaires d'un brevet d'État (accompagnateur en moyenne montagne, guide de haute montagne) proposent contre rémunération d'encadrer des randonneurs et d'assurer leur sécurité. Ils ont également un rôle d'animation et de pédagogie : partage de leur connaissance du milieu (faune, flore, tour d'horizon, etc.) afin d'enrichir l'activité, formation technique de base et perfectionnement spécifiques à la randonnée. Dans les fédérations, des animateurs bénévoles assurent les mêmes missions. Leurs attributions, prérogatives et qualifications nécessaires diffèrent selon le milieu d'évolution (montagne, moyenne montagne ou plaine).
Par ailleurs, des agences spécialisées proposent des randonnées itinérantes comprenant hébergement, ravitaillement et service de portage.

## Vertus de la randonnée

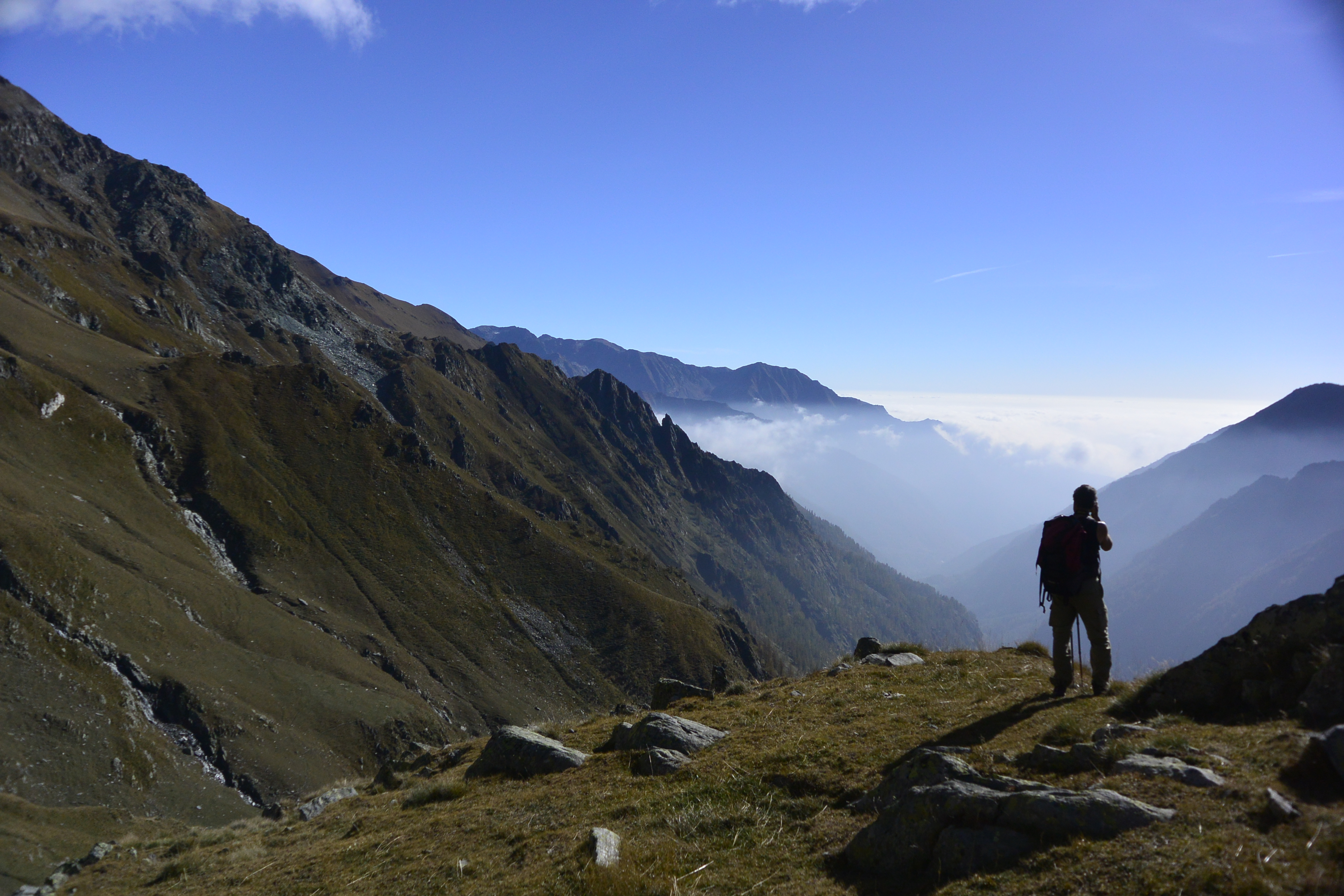
Un randonneur au-dessus d'une mer de nuages.

Accessible à tous, la randonnée pédestre offre de nombreux bienfaits sur la santé physique et mentale. Elle diminue le risque de maladie cardio-vasculaire, favorise le développement de la masse musculaire et renforce le squelette et les articulations.
Au-delà des vertus sportives de la marche, la randonnée pédestre est souvent le moyen d'un ressourcement intellectuel ou spirituel. Si les traditionnelles balades dominicales font office de coupure avec le quotidien, certains mouvements (ex : les Compagnons de Saint François, les pèlerins des Chemins de Compostelle, etc.) utilisent pleinement ces vertus relaxantes : la randonnée peut alors se révéler un moment d'échange, de réflexion, de rapprochement avec la nature.

## Impact sur l'environnement

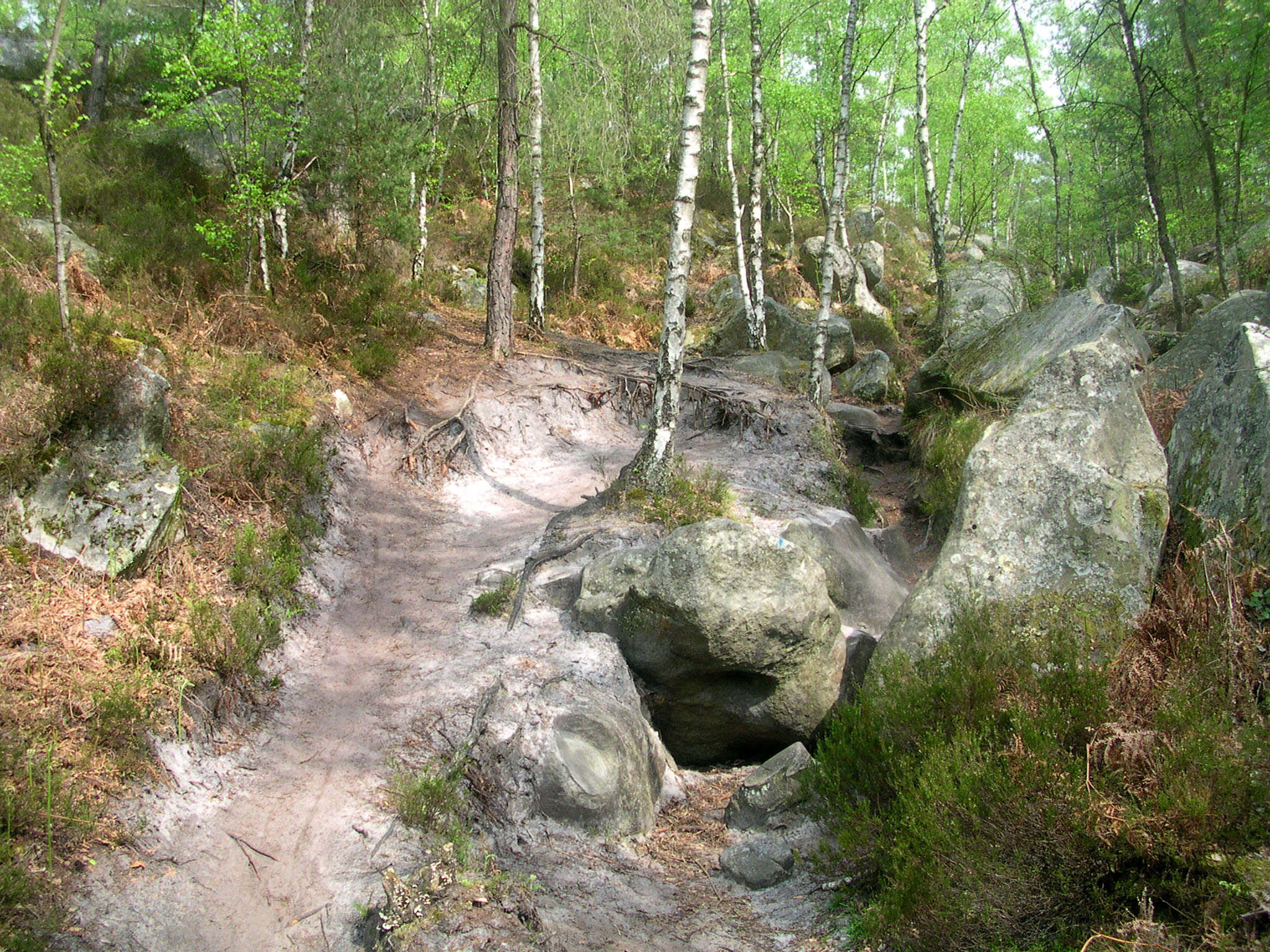
L'érosion sur un sentier de la forêt de Fontainebleau.

L' écosystème peut être accidentellement perturbé ou détruit par cette activité.
Le passage répété sur un sentier peut, par exemple, accélérer l'érosion et la disparition du sol. Cet effet est aggravé par le passage d'un grand nombre de personnes qui « coupent » les lacets d'un sentier en montagne. Un exemple est la dégradation de certains secteurs autour du sommet du puy de Sancy en Auvergne où l'on estime que quarante hectares de pelouse subalpine ont ainsi disparu. Les spécialistes estiment dans ce cas et compte tenu de l'altitude (environ 1 600 m) qu'il faudra entre vingt et cent ans pour que cette pelouse se reconstitue.
Un autre exemple est lié à l'utilisation de bois mort pour allumer un feu de campement. Après un certain nombre d'années, le prélèvement prive le sol de nutriments, ce qui perturbe l'écosystème et peut s'avérer dangereux dans les zones de sécheresse où l'interdiction des feux sauvages devient désormais la norme. Sous réserve de respecter la réglementation locale et les conditions d'utilisation, le réchaud reste une alternative pour la préparation des repas des randonneurs. Parfois une seule action individuelle peut avoir un impact important : en 2005, un randonneur a provoqué un incendie dans le parc national Torres del Paine au Chili en utilisant un réchaud non autorisé. Cet incendie a détruit 13 880 hectares, soit 7 % de la surface totale du parc.

## Sécurité
La randonnée est une activité sportive relativement peu risquée, néanmoins l'isolement peut rendre problématique un incident qui habituellement peut sembler anodin, d'autant plus s'il est difficile de prévenir les secours ou d'indiquer avec précision l'endroit où l'on se trouve. La nuit et des conditions météorologiques difficiles peuvent suspendre les opérations de secours en montagne si elles présentent des risques pour les secouristes.
Dans certains massifs propices à la randonnée, la signalétique invite les pratiquants à se munir d'un sifflet permettant de signaler leur position en cas d'immobilisation dans des conditions difficiles (brouillard, nuit, panne de batterie de téléphone portable, absence de réseau, etc.).
La marche en milieu naturel peut typiquement provoquer des foulures, des ampoules, des chutes, des hypothermies ou des hyperthermies. Certains animaux peuvent être venimeux, ou agressifs. Suivant les régions, des tiques peuvent transmettre la méningo-encéphalite verno-estivale ou la maladie de Lyme, ou des moustiques peuvent être porteurs du paludisme ou du chikungunya.
Des itinéraires empruntent parfois des zones où sont organisées des battues aux sangliers. Il convient de se conformer à la réglementation en vigueur et de redoubler de vigilance sans s'écarter des sentiers de grande randonnée. Des articles de couleur fluorescente (chasuble, casquette) peuvent utilement être portés par les randonneurs pour signaler leur présence.

## Dans la littérature

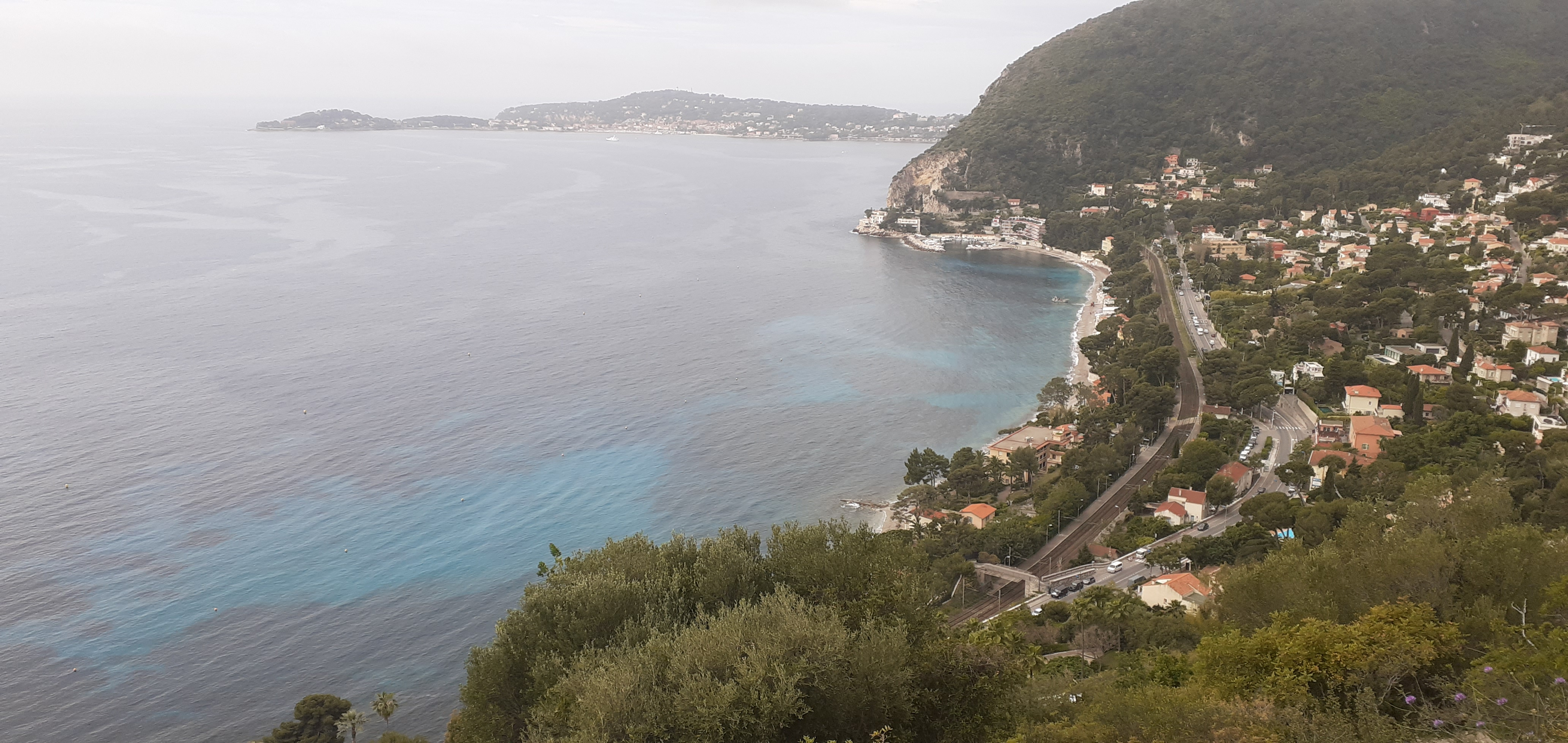
Vue sur Eze-sur-Mer depuis le sentier Nietzsche avec le cap Ferrat en fond de tableau.

En 1883, installé sur la Côte d'Azur, le philosophe et poète allemand Friedrich Nietzsche a pratiqué la marche contemplative et inspirante sur un sentier qui s'élève sur les hauteurs d’Èze (Alpes-Maritimes), appelé depuis le Chemin de Nietzsche.

### Récits
- 1879 : Robert Louis Stevenson, Voyage avec un âne dans les Cévennes.
- 1956 : Sławomir Rawicz, A marche forcée.
- 1974 : Julius Evola, Méditations du haut des cimes.
- 1997 : Jacques Verdier, Il a neigé sur Paloumère, éditions Loubatières.
- 2007 : Alexandre et Sonia Poussin, Africa trek.
- 2004 : Sylvain Tesson, L'Axe du loup.

### Essais
- Christian Verrier, Marcher, une expérience de soi dans le monde. Essai sur la marche écoformatrice, Paris, L'Harmattan, 2010.

### Films de fiction
- Randonneurs amateurs de Ken Kwapis (2015)
- Wild de Jean-Marc Vallée (2014)
- 127 Heures de Danny Boyle (2010)
- Les Randonneurs de Philippe Harel (1997)
- Pique-nique à Hanging Rock de Peter Weir (1975)
- La Randonnée de Nicolas Roeg (1971)